# Гладуэлл, Малкольм
Малкольм Гладуэлл (англ. Malcolm Gladwell; род. 3 сентября 1963[…], Фэрем, Гэмпшир) — канадский журналист, поп-социолог. С 1987 по 1996 год работал журналистом в Washington Post, возглавлял нью-йоркское бюро газеты. С 1996 года является штатным автором культового журнала The New Yorker. Приобрел известность благодаря своим книгам «Переломный момент» (англ. The Tipping Point, 2000), «Озарение» (англ. Blink, 2005), «Гении и аутсайдеры» (англ. Outliers: The Story of Success, 2008) и «Что видела собака» (англ. What the Dog Saw: And Other Adventures, 2009).
Книги и статьи Малкольма Гладуэлла часто касаются неожиданных последствий исследований в социальных науках и находят широкое применение в научной работе, в частности в областях социологии, психологии и социальной психологии. Некоторые из его книг занимали первые строки в списке бестселлеров газеты The New York Times. В 2005 году журнал Time назвал Гладуэлла одним из 100 самых влиятельных людей. В 2007 году писатель получил первую премию Американской социологической ассоциации за выдающиеся достижения в освещении социальных проблем. В 2007 году он также получил почётную степень доктора филологии Университета Ватерлоо.

## Ранние годы
Малкольм Гладуэлл родился 3 сентября 1963 года в городе Фархем (Хемпшир, Великобритания). Его отец Грэхем Гладуэлл, англичанин, почётный профессор Университета Ватерлоо (Онтарио, Канада), а мать Джойс имеет ямайские корни и работает психотерапевтом. В 1969 году она опубликовала книгу «Коричневое лицо, большой господин» (англ. Brown Face, Big Master). По признанию Малкольма Гладуэлла, именно мать стала для него примером для подражания.
В возрасте шести лет семья Гладуэлла перебралась из Великобритании в Канаду. В школе Малкольм демонстрировал успехи в спорте — беге на средние дистанции. В 1978 году он стал победителем чемпионата, который проводился среди школ Онтарио. Весной 1982 года он поступил стажером в Национальный центр журналистики в Вашингтоне. В 1984 году получил диплом историка в Колледже Троицы при Университете Торонто.

## Карьера
Малькольм Гладуэлл начал свою карьеру в качестве журналиста в ежемесячном издании The American Spectator. Позднее писал для журнала Insight on the News, издании Церкви объединения, основанной Мун Сон Мёном.
В 1987 году он пришёл работать в газету Washington Post. Впоследствии возглавил нью-йоркское бюро газеты, где проработал до 1996 года. В настоящее время является штатным автором журнала The New Yorker.
Его книги «Переломный момент» и «Озарение» стали международными бестселлерами. Гладуэлл получил $1 млн за «Переломный момент» — только в США было продано более двух млн экземпляров книги. Книга «Озарение» также разошлась большим тиражом. Его третья книга «Гении и аутсайдеры» увидела свет 18 ноября 2008 года. 20 октября 2009 года вышла книга «Что видела собака», в ней были собраны его лучшие статьи, которые он написал в качестве автора журнала The New Yorker.

## Рецензии на книги
Авторитетное деловое издание Fortune назвало «Переломный момент» «пленительной книгой, которая заставляет взглянуть на мир с совершенно другой стороны», а San Francisco Chronicle назвало её «одним из наиболее ожидаемых документальных произведений». The Daily Telegraph назвал её «удивительно необычным исследованием такого малопонимаемого феномена как социальная эпидемия». Стивен Пинкер пишет, что Гладуэлл является писателем «чрезвычайно одаренным… Он избегает избитых тем, простого морализирования и обычных истин, поощряя своих читателей думать снова и думать по-другому. Его проза является откровенной, дополнена вразумительными объяснениями и даёт ощущение того, что мы лично беседуем с экспертами».
Рецензируя «Озарение», газета Baltimore Sun назвала Гладуэлла «наиболее оригинальным американским журналистом со времен молодого Тома Вульфа». Фархад Манджу в издании Salon описал книгу как «настоящее удовольствие. В лучших традициях Гладуэлла „Озарение“ до краев наполнено удивительными открытиями, касающимися нашего мира и нас самих».
The Economist назвал «Гениев и аутсайдеров» «захватывающим чтением с важным посылом». Дэвид Леонхардт написал в книжном обзоре для The New York Times: «В бескрайнем мире документальной литературы Малкольм Гладуэлл — выдающийся талант, который существует сегодня», а «Гении и аутсайдеры» «заставляют обдумывать находчивые теории дни спустя после прочтения».
Baltimore Sun утверждает, что сборник «Что видела собака» «делает то, что он умеет делать лучше всего — находить точки пересечения науки и общества, чтобы объяснить, как мы попали туда, где мы сейчас находимся». Иэн Семпл написал в Guardian: «Книга собирает воедино фрагменты, из которых состоит блестящее свидетельство искусства Гладуэлла. Там есть глубина его исследований и ясность его аргументов, но широкий спектр тем, к которым он обращается, по-настоящему впечатляет».
Критики Гладуэлла обычно делают акцент на том, что он является журналистом, а его работы не соответствуют высоким стандартам академической литературы. Например, его обвиняют в использовании логических трюков и когнитивной предвзятости. Критики считают, что его методы выбора примеров приводят к неосмотрительным обобщениям и нарушению причинно-следственной связи между событиями. В одной из рецензий на книгу «Гении и аутсайдеры» Гладуэлла обвинили в насаждении «расистской псевдонауки» и использовании отдельных примеров для скоропалительных обобщений относительно расы и классового статуса, а в другой, опубликованной в издании The New Republic, последнюю её главу назвали «непроницаемой для всех форм критического мышления». Гладуэлла также критикуют за использование случайных разрозненных фактов и общем недостатке точности в его подходе.
Морин Ткачик и Стивен Пинкер ставят под сомнение целостность подхода Гладуэлла. Даже отдавая должное писательскому таланту автора, Пинкер описывает своё отношение к Гладуэллу как к «гению второго плана, который непреднамеренно демонстрирует опасности статистической аргументации» и обвиняет его в «выборе лучших историй, казуальной софистике и ложной дихотомии». Пинкер упрекает писателя в недостатке опыта: «Когда образование писателя относительно предмета состоит в том, что он интервьюирует экспертов, он будет склонен делать обобщения, которые банальны, тупы или фальшивы».
The Independent упрекает Гладуэлла в изложении «очевидных» открытий. The Register обвиняет Гладуэлла в слабой аргументации и утверждает, что он «питает отвращение к фактам» и «сделал карьеру благодаря тому, что вручает простые и пустые истины людям, облачая их в цветистые обороты и импрессионистски добавляя научный метод».